# Chlorissa etruscaria
Chlorissa etruscaria är en fjärilsart som beskrevs av Philipp Christoph Zeller 1849. Chlorissa etruscaria ingår i släktet Chlorissa och familjen mätare. Inga underarter finns listade i Catalogue of Life.